# Condado de Granville (Carolina do Norte)
O Condado de Granville é um dos 100 condados do estado americano da Carolina do Norte. A sede do condado é Oxford, e sua maior cidade é Oxford. O condado possui uma área de 1 390 km² (dos quais 14 km² estão cobertos por água), uma população de 48 498 habitantes, e uma densidade populacional de 35 hab/km² (segundo o censo nacional de 2000). O condado foi fundado em 1746.